# Mesochorus palus
Mesochorus palus là một loài tò vò trong họ Ichneumonidae.